# Taoura
Taoura (în arabă تاورة) este o comună din provincia Souk-Ahras, Algeria.
Populația comunei este de 18.933 locuitori (2008).